# Idaea sincerio
Idaea sincerio är en fjärilsart som beskrevs av Dyar 1914. Idaea sincerio ingår i släktet Idaea och familjen mätare. Inga underarter finns listade i Catalogue of Life.